# 川島博幸
川島 博幸（かわしま ひろゆき、1965年4月13日 - ）は、日本の漫画家。京都府出身。

## 来歴
1984年に「スクール・トラブル!!」で第27回手塚賞佳作に入賞（同期受賞者に森田まさのりがいる）。続編の「トラブル・スター」でフレッシュジャンプ賞佳作入選。
1985年に『週刊少年ジャンプ』ウインタースペシャル増刊掲載の「ミッキ」でデビューし、翌1986年より『ジャンプ』本誌に「くおん…」を連載。
1988年、スプリングスペシャル増刊掲載の「カルナザル戦記ガーディアン」よりペンネームを鷹城 冴貴（たかしろ さえき）に改名。以後、本誌や増刊に不定期で読み切り作品を発表。
1997年の『赤マルジャンプ』1997 WINTER 掲載の「手を振る乙女」以後、しばらく漫画作品の発表は無かったが2000年よりペンネームを本名の川島博幸名義に戻し、『MANGAオールマン』で「株 -マーケット-」（原作・観月壌）を連載するも、掲載誌の休刊により中断となった。

## 作品リスト

### 漫画
- ミッキ（週刊少年ジャンプ1985年ウインタースペシャル）
- チビ黒SO LONG!（のちに「そしてSO LONG!」に改題）（週刊少年ジャンプ1986年スプリングスペシャル）
- くおん…（週刊少年ジャンプ1986年42号 - 52号）
- 風と緑の子守歌（週刊少年ジャンプ1987年スプリングスペシャル）
- カルナザル戦記ガーディアン（週刊少年ジャンプ1988年スプリングスペシャル - サマースペシャル）
- かんとりいぼうい（週刊少年ジャンプ1989年21号）
- ジョン・フリック物語（週刊少年ジャンプ1989年スプリングスペシャル）
- だかあぽ（週刊少年ジャンプ1992年1,2合併号）
- ドラゴンリーグ（Vジャンプ1993年7月号 - 12月号）
- 物語の結末（週刊少年ジャンプ1996年サマースペシャル）
- 手を振る乙女（赤マルジャンプ1997年WINTER）
- 株 -マーケット-（原作・観月壌）（MANGAオールマン2000年23号 - 2002年15号）
- ロメオのファミリー（原作・工藤かずや）（オースーパージャンプ2003年11月号）
- ロメオ（原作：工藤かずや）（オースーパージャンプ2004年7月号、10月号）

### 挿絵
いずれも集英社ジャンプ ジェイ ブックス刊。
- 空飛ぶ船（多岐友伊、1993年8月）
- まずは一報ポプラパレスより（河出智紀、1996年10月）[2]
- まずは一報ポプラパレスよりⅡ（河出智紀、1998年4月）

## 単行本リスト
- くおん…(1) まことがふたりの巻（1987年5月）
「くおん…」1話 - 5話「チビ黒SO LONG!」「ミッキ」収録
- くおん…(2) 迷子のKISSの巻（1987年6月）
「くおん…」6話 - 10話「風と緑の子守歌」収録
- カルナザル戦記ガーディアン (1) 怒れる大地（1988年11月）
- ドラゴンリーグ（1994年4月）
Vジャンプ連載分（1話 - 6話）および描き下ろし「ドラゴンリーグ外伝」収録
- くおん…（愛蔵版）（1994年6月）
- だかあぽ（1994年7月）
「だかあぽ」「かんとりいぼうい」「風と緑の子守歌」「そしてSO LONG!」「ミッキ」「ジョン・フリック物語」収録
- 株 -マーケット- (1) - (5)（2001年 - 2002年）